# 吉姆·伯恩斯
詹姆斯·B·伯恩斯（英語：James B. Burns，1945年9月21日—2020年12月11日），美国NBA联盟前职业篮球运动员。他在1967年的NBA选秀中第4轮第34顺位被芝加哥公牛选中。